# Omfartsvej ved Nørreballe
|  | Denne artikel beskriver en fremtidig begivenhed Denne artikel eller sektion handler om planlagt eller forventet fremtidig begivenhed. Der kan forekomme spekulativ information, og indholdet kan ændres dramatisk når begivenheden nærmer sig og mere information bliver tilgængelig. |

Omfartsvej ved Nørreballe er en planlagt omfartsvej der skal gå nord om Nørreballe. 
Vejen er planlagt som tosporet motortrafikvej og skal være med til at lede trafikken uden om Nørreballe, så byen ikke bliver belastet af for meget gennemkørende trafik fra Tårs Færgehavn, der skal mod Maribo og Sydmotorvejen E47.
Vejdirektoratet har lavet en miljøkonsekvensvurdering som tidligere hed en VVM-redegørelse af en ny omfartsvej ved Nørreballe primærrute 9, der går mellem Maribo og Tårs Færgehavn. Ud fra denne undersøgelse er der undersøgt fire forskellige slags linjeføringer. Linjeføring kort nordlig som er foreslået som en 2 sporet landevej og linjeføring nordlig og lang nordlig og sydlig som er foreslået som en 2 sporet motortrafikvej og som går nord og syd om Nørreballe. Ingen af linjeføringerne der er undersøgt er samfundsøkonomisk rentable.